# Saut en hauteur féminin aux championnats du monde d'athlétisme en salle 2018
Pour un article plus général, voir championnats du monde d'athlétisme en salle 2018.
Le concours du saut en hauteur féminin des championnats du monde d'athlétisme en salle de 2018 se déroule le 1er mars 2018 à la Barclaycard Arena de Birmingham au Royaume-Uni.
Navigation
2016 2022

## Légende du tableau de résultats suivant
Records et Performances
- AR : Record continental (area record)
- CR : Record des championnats (championship record)
- MR : Record du meeting (meet record)
- NR : Record national (national record)
- OR : Record olympique (olympic record)
- PR : Record paralympique (paralympic record)
- PB : Record personnel (personal best)
- SB : Meilleure performance personnelle de la saison (season's best)
- WL : Meilleure performance mondiale de l'année (world leader)
- WJR : Record du monde junior (world junior record)
- WR : Record du monde (world record)

Circonstances et Conditions
- DNF : N'a pas terminé (did not finish)
- DNS : N'a pas pris le départ (did not start)
- DQ : Disqualification (disqualification)
- NM : Aucun essai valable enregistré (No Mark)
- Q : Qualifié « directement » au prochain tour (ou à la prochaine compétition), lors d'une compétition majeure, grâce au classement ou à la réalisation des minima (automatic qualifier)
- q : Qualifié au prochain tour (ou à la prochaine compétition), lors d'une compétition majeure, grâce au repêchage ou à la réalisation de l'une des meilleures performances parmi celles des « non qualifiés directement » (grâce au meilleur temps ou à la meilleure distance par exemple) (secondary qualifier)

## Résultats
La finale débute à 18 heures 45 locales (19 h 45 d'hiver en France).
| Rang               | Nom                | Nationalité           | 1.84 | 1.89 | 1.93 | 1.96 | 1.99 | 2.01 | 2.07 | Marque en mètre(s) | Notes |
| ------------------ | ------------------ | --------------------- | ---- | ---- | ---- | ---- | ---- | ---- | ---- | ------------------ | ----- |
| Médaille d'or      | Mariya Lasitskene  | athlète neutre agréée | o    | o    | o    | o    | —    | xo   | xxx  | 2.01               |       |
| Médaille d'argent  | Vashti Cunningham  | États-Unis            | o    | o    | xo   | xxx  |      |      |      | 1.93               |       |
| Médaille de bronze | Alessia Trost      | Italie                | xo   | o    | xo   | xxx  |      |      |      | 1.93               | SB    |
| 4e                 | Morgan Lake        | Royaume-Uni           | xxo  | o    | xo   | xxx  |      |      |      | 1.93               | SB    |
| 5e                 | Yuliya Levchenko   | Ukraine               | o    | xo   | xxx  |      |      |      |      | 1.89               |       |
| 6e                 | Mirela Demireva    | Bulgarie              | o    | xxo  | xxx  |      |      |      |      | 1.89               |       |
| 7ès ex æquo        | Inika McPherson    | États-Unis            | o    | xxx  |      |      |      |      |      | 1.84               |       |
| 7ès ex æquo        | Iryna Gerashchenko | Ukraine               | o    | xxx  |      |      |      |      |      | 1.84               |       |
| 7ès ex æquo        | Erika Kinsey       | Suède                 | o    | xxx  |      |      |      |      |      | 1.84               |       |
| 10ès ex æquo       | Levern Spencer     | Sainte-Lucie          | xo   | xxx  |      |      |      |      |      | 1.84               |       |
| 10ès ex æquo       | Sofie Skoog        | Suède                 | xo   | xxx  |      |      |      |      |      | 1.84               |       |
| 10ès ex æquo       | Michaela Hrubá     | Tchéquie              | xo   | xxx  |      |      |      |      |      | 1.84               |       |
| 13e                | Yorgelis Rodríguez | Cuba                  | xxo  | xxx  |      |      |      |      |      | 1.84               |       |